# Lesticus solidus
Lesticus solidus es una especie de escarabajo del género Lesticus, familia Carabidae. Fue descrita científicamente por Roux & Shi en 2011.
Se distribuye por China, en la región de Guangxi, también en Chongzuó. El cuerpo mide aproximadamente 29,1 milímetros de longitud. Se ha encontrado a altitudes que van desde los 345 hasta 900 metros.